# 압하지야의 역사
이 글은 압하지야의 역사에 대한 글이다.

## 선사시대 정착

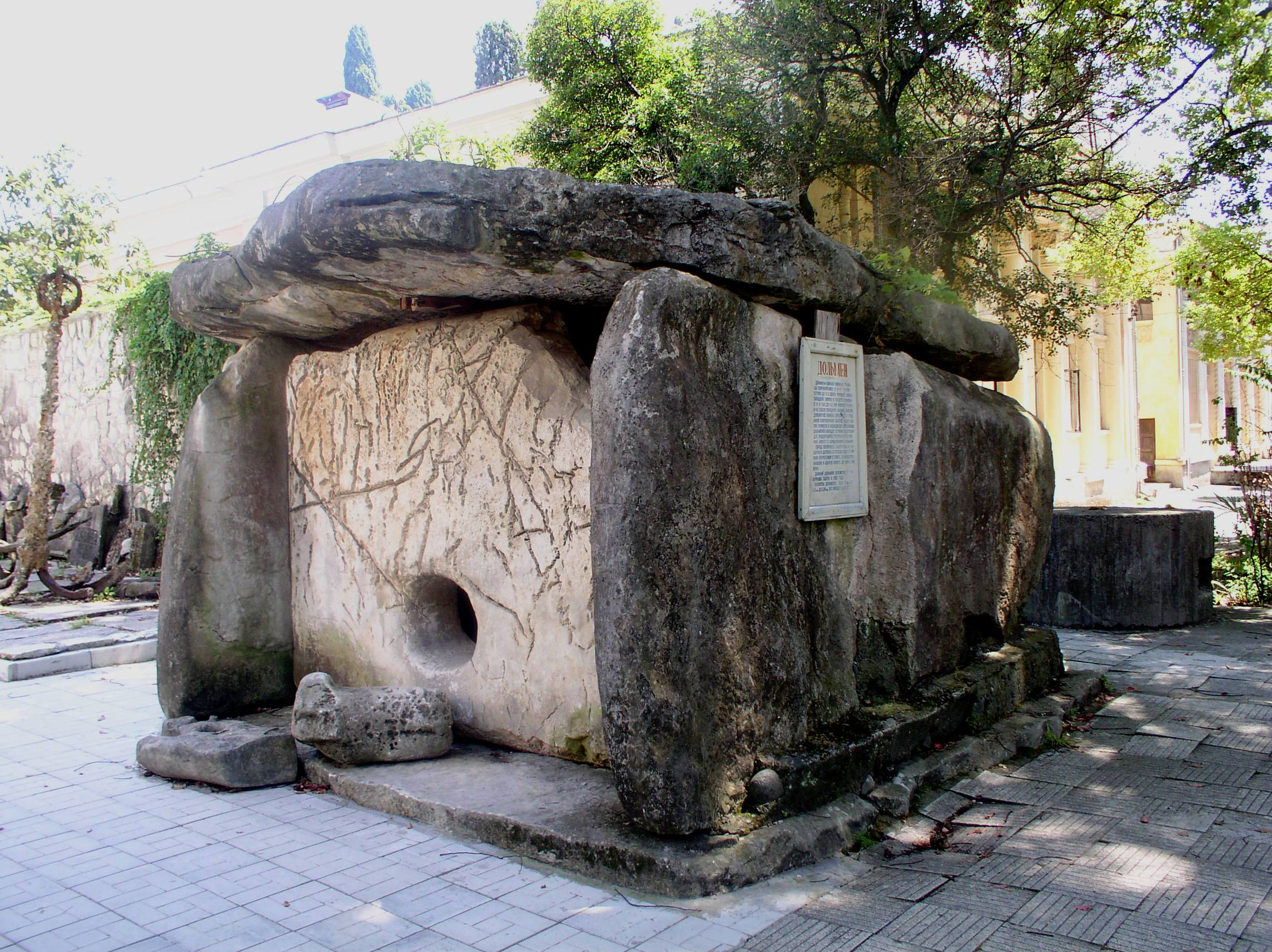
에셰라의 돌멘들 중에 하나(현재는 수후미 박물관에 있음)

전기 구석기 시대 수렵-채집 야영지는 현재 압하지아의 영토의 첫 번째로 알려진 정착지이다. 최초의 본보기들은 라슈크트바, 구미스타, 켈라수리와 오참치레의 유적지들에서 발굴되고 있다. 후기 구석기 시대 문화는 해안선에 주로 정착됐다. 중석기 시대와 신석기 시대에는 대규모의 오래 지속되는 정착을 가져왔고, 농경, 목축과 토기 제작으로 표시된다. 거석 문화의 최초의 인공물은 기원전 제3천년기 초반에 나타났고, 거대한 4덩이의 굄돌과 1덩이의 덮개돌의 전형적인 구조로 된, 몇몇 돌덩이들의 무게가 50톤에 육박하는, 압하지야의 이른바 돌멘이라고 불리는 고인돌은 청동기 시대에도 계속되었다. 에셰라 고고학 유적지의 돌멘은 그 고인돌 형식의 선사시대 기념석에 대한 최고의 연구 자료이다. 후기 청동기 시대는 더 향상된 청동기의 발전을 보여주며, 콜키스 문화(BCE 1200~600년경)의 일부분으로 철기 시대로도 계속되었고, 그 시대의 대부분의 유적지들은 오늘날 서부 조지아와 남동부 아나톨리아의 일부 지역에서 발견되고 있다.

## 고대 압하지야
압하지야의 역사의 기술은 기원전 6~5세기에 멜레시안 그리스인들이 콜키스 연안에 도착하면서부터 대부분이 시작된다. 그들은 흑해의 동부 연안을 따라서 그들의 연해 식민지들을 건설했으며, 디오스쿠리아스는 노예 부족들이 제외되지 않은 인근 부족들과의 무역에서 가장 중요한 중심지 중에 한 곳이 되었다. 그 도시의 이름은 고전 신화의 쌍둥이 카스토르와 폴룩스인 디오스쿠리를 뜻하기도 하며, 그 결과 현대 시대의 수후미로 발전된 것으로 추정된다. 다른 주목할 만한 식민지들은 기에노스, 그리클리티스, 나중에는 피티우스가 있었는데, 어쩌면 현대 시대 오참치레, 가그라, 피춘다 각각의 해안 마을일 것이다.
그 지역 사람들은 고전 문학 소재의 증거가 되는 그들의 숫자와 다양성에 주목을 끌게 한다. 헤로도투스, 스트라보와 플리니는 디오쿠리아스와 다른 마을들에서 사용된 많은 언어들에 경의를 표했다. 산이 많은 지형은 지역 사람들이 또 다른 한 곳에서 나뉘고 분리되는 경향이 있었으며 그 지역의 민족 구성을 복잡하게한 수십가지의 언어들과 방언들의 발달을 촉진했다. 가장 견문이 넓은 동시대의 작가들도 그 지역들의 사람들의 명칭과 장소와 저술하는데 있어 매우 혼란스러웠으며, 고대 지리와 오지의 주민들에 대한 매우 한정적인 정보만 제공할 뿐이다. 더군다나, 어떤 고전 문학의 민족 명칭들은 추측컨데 총체적인 용어이며 그 지역 주변으로 적지 않은 이주민들이 자리 잡기도 했다고 추정됐다. 고전 작가들에 의해 그 사람들의 민족적 명칭을 확인하려는 다양한 시도가 진행되고 있다. 몇몇 학자들은 플리니를 1세기의 옛 압실라에와 2세기 아리안의 아바스고이로 분류했는데, 각각 예상되는 최초-압하즈-와 최초-아바자-어로 말한 사람들로 분류했다. 반면에, 다른 견해로는 그들을 최초-카르트벨리안 부족의 명칭으로 여긴다. 그 지역에 주거한 다른 사람들(예를 들어, 헤니오치, 사니카에)의 동일성과 기원들은 논쟁의 여지도 있다. 고고학으로는 물질적인 문화의 유물들과 고전 작가들에 의해 언급된 사람들의 불분명한 명칭들과의 강력한 연관성이 좀처럼 발견될 수 없었다. 따라서, 논쟁은 아직도 계속되고 있고 일련의 질문들은 미답변 상태로 남아있다. 조지아 연대기에 따르면, 현재 압하지야와 서부 조지아 전체의 어느 맨 처음 거주자들은 에그로시아인들이며, 아리안-카르틀리로 알려진 땅에서 온, 노아의 아들이며, 야벳의 손자인, 토가마흐의 아들 에그로스의 후손들이다.

## 로마와 초기 비잔티움 시대
콜키스의 나머지 지역들도 함께, 압하지야는 약 기원전 110~63년경에 폰투스의 미트리다테스 6세 에우파토르에 의해 정복되었고, 그리고 나서 로마의 사령관 폼페이가 점령했다. 로마 제국이 몰락함에 따라, 그 지역에서 생활하던 부족들은 로마에 의해 확정 됐던 그들의 통치자들을 지명함으로써, 약간의 독립을 얻었다. 3세기에, 라지 부족은, 위치상 에그리시로 알려진, 라지카 왕국을 수립하여 대부분의 콜키스를 지배해 나갔다. 프로코비우스에 의하면, 아바스기 족장들은 라직 왕들에 의해서 억눌려지기도 했다고 한다.
콜키스는 라직 전쟁으로 알려진 전쟁이 절정에 달하던 542~562년에 동로마/비잔티움과 사산조 간의 오래끄는 경쟁의 무대였다. 전쟁은 라지카의 쇠퇴의 결과를 가져다 줬고, 밀집 우림에 있는 아바스기는 비잔티움 권력의 지배하에서 자지국의 지위를 획득하였다. 그 기간 동안에 비잔티움은 세바스토폴리스를 그 지역에 건설했다. 그들의 땅은 비잔티움에 아바스기야로 알려졌고, 주로 그 곳에서 제국의 환관을 뽑아갔다. 325년에 니케아 공의회의 주교가 피티우스의 항구도시에서 와서 참석했는데도 불구하고, 사람들을 기독교로 개종시킨 유스티아누스 1세(527~565)에 의해 선교단이 파견 되기 전까지는 그 지역 사람들은 이교도로 남아있었다. 비잔티움은, 오늘날에 켈라수리 방벽으로 불리는, 일부는 살아남을 수도 있는 방어 요새를 건설했다.

## 중세 압하지야
아바스기가 연관된 세력들에서 성장할때, 아바스기야는 메그렐어로 말하는, 그리고 스반어로 말하는 남캅카스의 부족들을 포함하는 다양한 민족 집단들이 거주하는 넓은 지역의 이름을 나타냈고, 아나코피아에 살고 서캅카스에서 제국의 정치와 문화적 영향의 최고 권력자로 비춰지는 비잔티움의 임명 왕자(그리스어: archon(아르콘), 조지아어: eristavi (에리스타비))보다 경시된 이름이기도 했다. 730년대에 아랍이 그 지역에 쳐들어왔지만, 정복하지는 않았다. 대략 그 무렵에 오늘날의 대부분의 외국어에서 사용되는 압하지야의 이름을 떠오르게 해준 아브카제티("압하지야인들의 영토")라는 용어가 조지아 연대기에서 처음으로 등장했다. 그들 왕조의 다른 조지아의 왕자들과의 혈족 혼인과 동맹에도 불구하고, 압하지야 왕조는 라지카/에그리시의 대부분을 획득했고 780년대에 레오와 그의 계승자들은 그들 스스로를 "압하지야의 왕"으로 확정하게 됐다. 카자르의 도움으로, 레오는 비잔티움을 축출했고, 그의 수도를 조지아의 쿠타이시 도시로 옮겨서 그의 왕국을 넓혔다. 그 왕국의 통치 왕가의 혈통은 아직도 논란의 여지가 있으며 대부분의 학자들은 압하지아의 왕들이 문화적으로나 언어적으로도 조지아인이었다는데 동의한다. 비잔티움의 종교적 영향력을 제거하기 위해서, 그 왕조는 지역 교구들을 므츠헤타의 조지아 정교회의 총대주교에 부속 시켰다.
그 왕국은 중세 작가들이 에그리시 상속 왕국으로 새로운 군주국을 저술했고 때때로 두 용어들은 교체되어 사용되었기 때문에 현대 역사에서 빈번히 에그리시-압하지야 왕국으로 기술되어 참조된다.
압하지야 왕국이 가장 번성했던 시대는 모든 서조지아 지역을 지배하고 맨 동쪽 조지아의 속주들까지도 통제를 승인했던 850~950년 사이이다. "압하지아"와 "압하지안스"의 용어들은 그 기간동안에 널리 사용되었고, 그 기간의 후반 동안에는 그들의 민족에 개의치 않고 왕국의 모든 사람들의 모든 실제적인 용어가 되었다. 989년에 바그라티오니 가문의 통치자 바그라트 3세가 그의 모친 구란둑스트 안차바제로부터 세습되어 압하지야의 권력자가 되어 갔다. 1008년에 바그라트는 그의 부친으로부터 카르틀리를 물려 받았고 압하지야와 조지아의를 단일 봉건 왕국으로 통일했다.
그 왕국은 타마르여왕의 통치하에서 왕국의 세력과 명성이 정점에 달했다. 한 가지 경우를 보면, 동시대의 조지아 연대기에는 압사르스라고 불리는 사람을 언급한다. 그 출처는 원천은 압사르스의 언어로 "깨우침"을 의미하는 타마르의 아들과 후계자 게오르게 4세의 별명 '라샤'로를 설명한다. 몇몇 현대 언어학자들은 그 별명과 현대 압하즈의 단어인 "맑은"을 뜻하는 아-라샤 "밝은"을 뜻하는 아-라샤라를 연관 짓는다. 두 단어들은 확실한 동일성과 단어를 사용했던 부족은 불분명함에도 불구하고 오늘날 압하스의 선조일 가능성이 있던 사람들이 압사르스로 동일시 했던 단어이다.

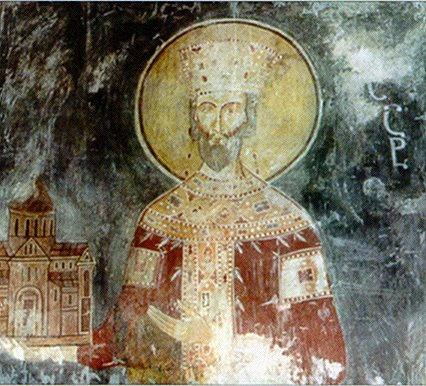
바그라티오니 왕실의 조지아의 바그라트 3세

조지아 연대기에 따르면 타마르 여왕은 조지아의 셰르바시제 대공 가문에게 압하지야의 부분을 넘나드는 지배권을 부여했다. 전통 기록에 따르면, 그들은 시르바샤흐의 후손 가문의 사람들이라고 한다. (그러므로 주장하는 바에 의하면 그들의 왕조의 이름은 조지아에서 "시르바네세의 후손"들을 의미하게 되었다고 한다.) 압하지야에서 그 왕조의 권세(후일에 그들의 성씨에서 유래된 압하즈에 의한 차츠바라고도 알려짐)는 1860년대에 러시아와 합병될 때까지 지속되었다.
제노에세는 14세기에 압하지야 연안선을 따라 그들의 상점들을 차렸지만, 그들은 단기간 동안 영업했다. 그 지역은 조지아의 "황금 시대"를 종결시킨 몽골과 티무르의 침략을 모면했다. 그 결과, 조지아 왕국은 15세기 후반에 가서는 여러 독립국 또는 준독립국으로 분열되었다. 압하지야 공국은 분열 왕국들 중 하나였다. 압하지야의 왕자는 밍그렐리아 세력가들의 군주와의 그칠새 없는 싸움으로 분주한, 명목 뿐인 봉건 군주였고 두 공국들의 국경은 그 전쟁들의 과정에서 경계선 변동이 심했다. 그 다음세기로 이어져, 마침내는 압하지야의 귀족들이 승리했고 그들의 소유권을 , 오늘날 그 지역의 남부 경계인, 인구리강으로 확장했다. 바크슈티와 소수의 현대 역사가들과 같은 몇몇 중세 역사가들은 바크슈티와 켈라수리 방벽 밍그렐리아의 레반 2세 다디아니 왕자에 의해 압하스에 대항하여 방어하기 위해 지어졌다고 주장한다

## 오스만의 통치

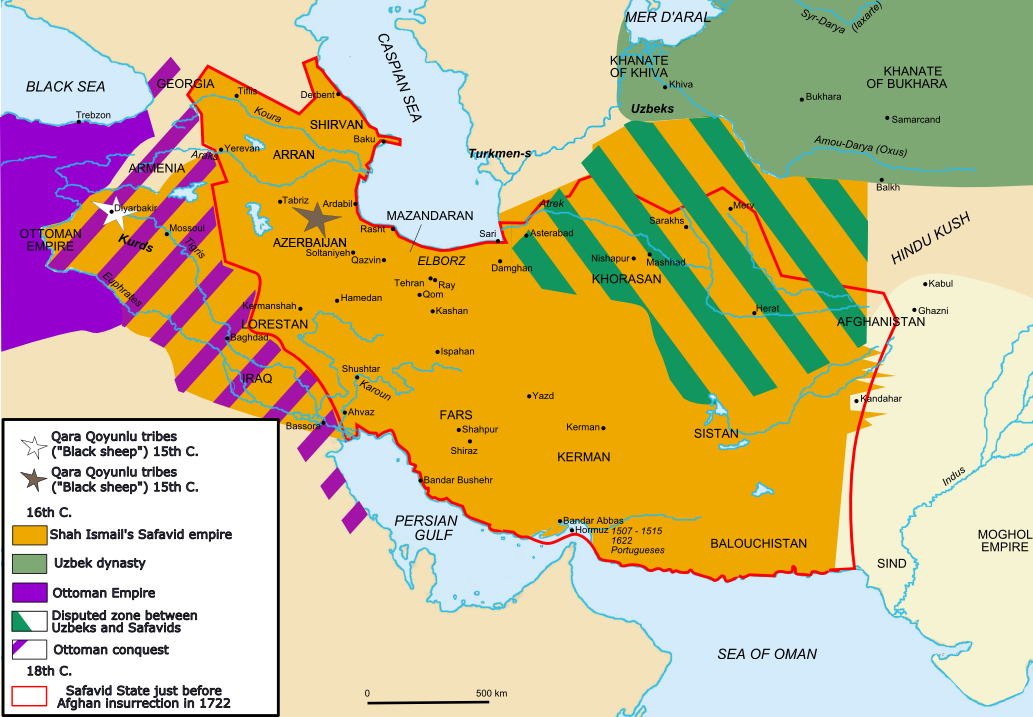
사파비조 제국의 영토

1570년대에, 오스만 해군이 수훔-카레의 터키 요새로 돌아가다가 압하지야 해안선에 있는 츠쿠미의 기지에 출몰했다. (이 때문에 그 지역은 현대 시대의의 도시 이름 수후미가 되었다.) 1555년, 조지아와 모든 남캅카스는 오스만의 손아귀에 들어간 모든 서부 조지아를 따라서 압하지야도 함께, 오스만과 사파비조 페르시아 제국으로 분할 되었다. 그 결과, 조지아의 나머지 지역들과 결속된 문화와 종교를 차츰 잃어가, 압하지야는 터키와 이슬람의 증가하는 세력권 아래로 들어갔다. 소비에트 역사 과학에 따르면 정복 터키는 압하지야의 물질 및 영적 문화의 흔적을 없애려하고 모든 사람들을 강제적으로 이슬람교로 개종시키려는데 초점을 두었다고 한다. 그러한 터키의 종교적인 압박은 그 지역들에 무수히 많은 폭동을 일어나게 했다(1725년, 1728년, 1733년, 1771년 그리고 1806년).
17세기말로 접어들자, 압하지야 공국은 그 중앙 집권 권력의 많은 지역들을 빼앗겨 여러 봉토들로 쪼개어 졌다. 그 지역은 널리 퍼진 노예 매매와 해적들의 무대가 되었다. 몇몇 조지아의 학자들에 의하면, 그 때는 그 지역의 인구 통계 사정을 분명히 바꿔 놓았던, 얼마간의 아디게 씨족 구성원들이 북캅카스 산에서 이주해 왔고 토착 민족들과 혈통이 섞일 때였다고 한다. 18세기 중반에, 압하지야는 오스만 통치에 대항하여 반란을 일으켰으며 수훔-카레를 되찾았지만, 곧바로 터키가 요새의 통제권을 되얻었고 셰르바시제 가문의 충성스러운 왕자에게 그 지역을 수여했다.

## 러시아의 통치
1801~1910년 사이의 조지아의 중요한 두 왕국들의 러시아 합병은 먼 캅카스 지역으로 제국의 확장을 용이하게 했다. 1860~1812년 루쏘-투르키슈 전쟁 기간 동안, 1810년에, 러시아 군대는 수훔-카레를 점령했고 압하지야를 러시아 제국에 속한 신하 공국으로 편입시켜 러시아의의 보호를 받는 러시아 왕자의 세페르 알리-베이 (게오르기)를 설치했다. 처음에는, 러시아의 통제는 수훔-카레와 친터키 무슬림 귀족에 의하여 주로 지배되는 나머지 지역의 브집 지역을 넘어서 까지는 거의 확장되지 않았다. 오스만 제국과 남 캅카스 부족들과의 연이은 충돌로, 러시아는 1829~1842년 사이에 조각 조각 집어삼키는 방식으로 모든 전체 압하지야의 소유권을 획득했지만, 그들의 세력은 지역 왕자국 지배 제도를 폐지시킨 1864년까지는 확고히 자리잡지 않았다. 압하지야의 마지막 왕자, 미차엘 셰르바시제(차츠바)는 러시아로 추방되고 얼마 지나지 않아 죽었다. 1866년과 1877년에 압하스를 되찾으려는 두번의 반란이 있었는데, 전자는 과징 세금에 의해 촉발되었고, 후자는 터키 병력들의 상륙에 자극받아 일어났으며, 후일에 그 지역 인구 통계의 중대한 변화가 있었다. 정부의 가혹한 대응의 결과로 동시대의 인구 조사 보고서는 매우 신뢰할 수 없는데도 불구하고 주장되는 바에 따르면 65%의 무슬림 압하스 인구는 무하지르가 되었으며 1855~1878년 사이에 오스만 소유지들로 이주해 갔고, 러시아 제국에서의 압하스 인들은 2만명 뿐으로 추측되었다고 한다. 더군다나, 셀수 없을 만큼의 인구가 터키(무하자르)로 강제 이주 했으며 1877년에 아블라자의 인구는 78,000명 이었고, 그에 비해 그해 연말에는 46,000명만 떠났다.
그 넣은 지역들은 사람이 살지 않는 곳으로 남겨졌고 곧이어 많은 아르메니아인들, 조지아인들, 러시아인들과 다른 사람들이 이주해서 해방된 영토를 재구성하였다. 조지아 역사가들에 따르면 조지아 부족들(밍그렐리야와 스반)은 콜키스 왕국의 시대부터 압하지야에 거주하고 있었다고 한다. 1897년 인구 조사에 따르면 압하스인은 60~65%의 수후미 구역의 인구(1897년에 오늘날 압하지야와 거의 같은 영토인 수훔 구역에 거주하던 약 십만명)를 구성하고, 조지아인은 나머지 대다수 인구였다고 결론 짓는다. 그러나, 브리태니커 백과사전에서는 1911년의 수후미 구역(1991년 이 지역에서 총독부를 쿠반으로 옯기던 때의 사람들이 있던, 오늘날의 압하지야의 모든 영토보다는 넓지 않던 구역의, 그 때 인구는 43,000명 이었음)의 인구의 2/3은 밍그렐이아계 조지아인들이었고 1/3은 압하스인들이었다고 보고한다. 러시아가 1864~1878년의 기간에 오스만 제국으로부터 도망쳐 온 수의 압하지야 인들을 인계했다. 기독교로 개종하지도 않고, 러시아 정부에 의해 공표된 압하지야에 남아있던 압하스인들은, 추방 인구였고 해안 지역에 정착할 권리도 없었다.

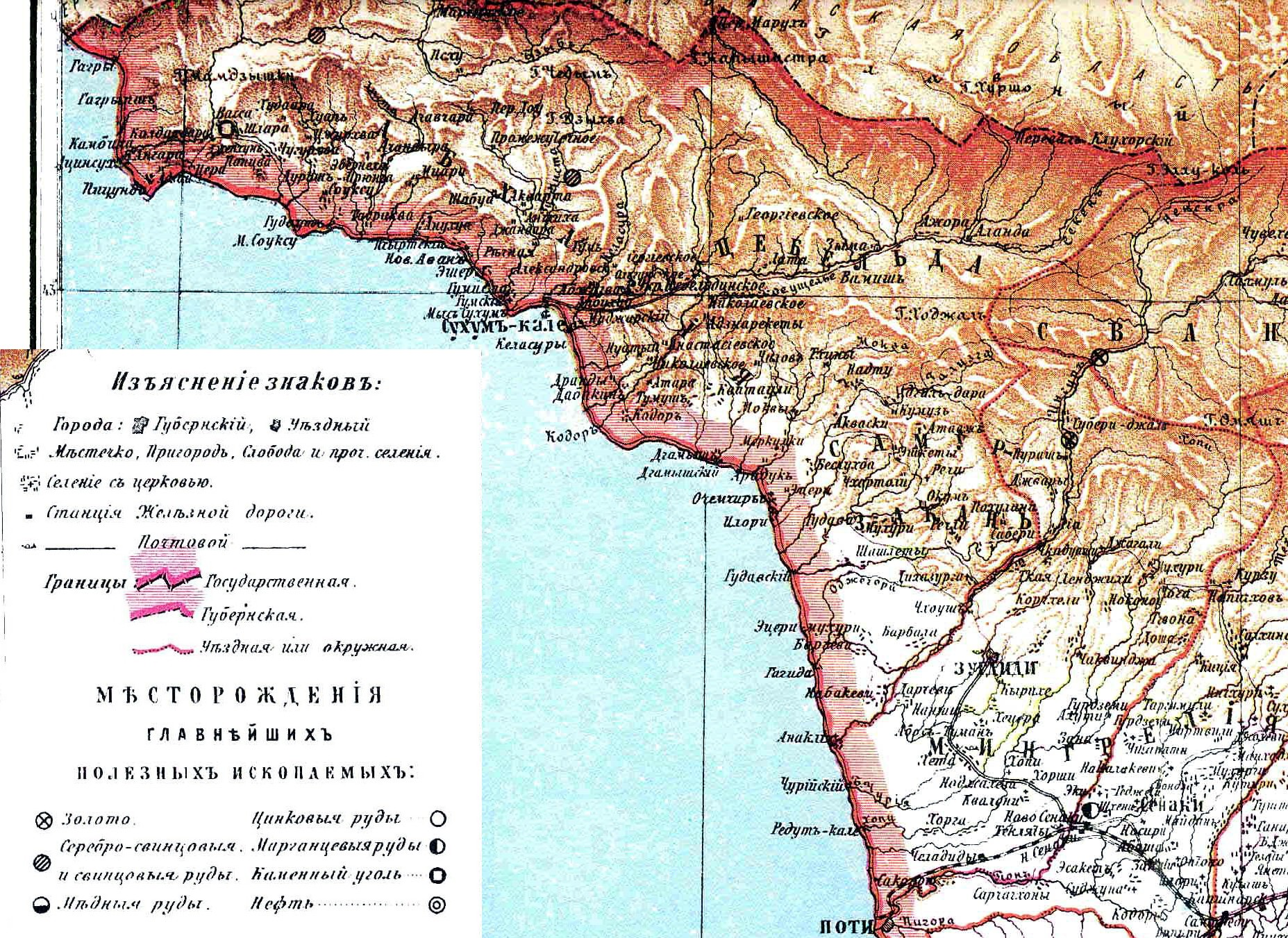
수후미 구역의 지도, (압하지야) 1980년대

그 동안에, 1870년에는 러시아 농노 제도 개혁의 일환으로, 압하지야의 노예들을 포함하여 도약한 소작농들이 해방되었다. 그 개혁은 그 지역의 자본주의의 온건한 발전에 활시위를 당겼다. 담배, 차 그리고 아열대성 작물들의 수확은 지역적으로 더 넓게 발달했다. 공장들(석탄, 목재)은 발전을 시작했다. 보양지가 건설되기 시작했다. 러시아 왕가의 구성원인 독일 왕자 올드버그의 페트레가 획득한 가그라의 작은 마을은 1900년대 초반에 특별한 여행객들의 관심을 끄는 유양지로 전환했다.
1905년 러시아 혁명 때에, 대부분의 압하스인들이 주로 러이아 통치에 충성하며 남아있었고, 반면에 조지아는 반대하는 경향이 있었다. 그들의 충의에 대한 보상으로, 차르 니콜라이 2세는 19세기에 있었던 그들의 저항을 용서해 주었고 1907년에는 그들의 "죄인"의 신분을 지워주었다. 정치적 분할이 뒤따르는 그 분열은 조지아와 압하스 공동체들 간에 불신과 긴장이 싹트게 했다. 향후에 그 악감정은 더 깊어져 1917년 러시아 혁명을 초래했다.

## 1917~1921년의 압하지야

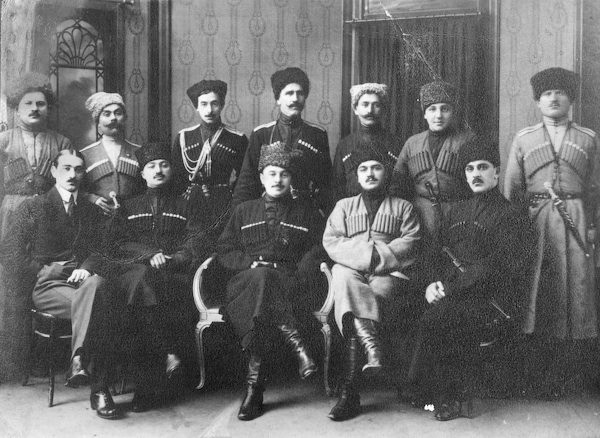
남캅카스 산악공화국의 지도자들 (1917~1920년)

1917년 10월에 볼셰비키의 일격과 잇따라 일어나는 러시아 내전은 남캅카스의 주요한 국가 세력인 아르메니아, 아제르바이잔, 그리고 조지아가 깨지기 시운 동맹의 구조로 연합할 수 밖에 없게 했다. 압하스의 지도자들은 1917년 11월 8일에 그들 자신의 친혁명의 기틀인 압하스 국민 의회(APC)를 만들었지만, 압하지야는 시민 불안의 혼돈속에 휩싸이게 되었다. 짧은 기간 동안의 남캅카스 산악공화국, 친볼셰비키 당파의 소수 그룹, 친터키 귀족들, 그리고 친조지아 멘셰비키 단체는 서로 찢어졌다.
1918년 3월 스탈린의 동료 네스토르 라코바의 지도 하의 볼셰비키 당원들은 농지의 소동을 이용해 자본화했고, 혁명의 소작농 민병인 키아라즈들에게 지지를 받아, 1918년 4월에 수후미의 우세 권력자가 되었다. 그 지역의 일부로 승인이 필요했던 자캅카스 민주주의 연방 공화국은 반란의 진압을 제재했고 5월 17일에, 조지아 국가 경비대는 수후미에서 볼셰비키 공통체를 축출했다.
그 동안에, 단기간의 자캅카스 연방은 종지부를 찍었고 1918년 5월 26일에 조지아 민주공화국(DRG)의 독립이 공언되었다. 7월 8일에, 조지아의 수도 트빌리시에서, APC의 파견 대표단은 압하지야에 자치권을 준 조지아의 통일에 대해 협상했다. 나라 안의 모든 국무들은 APC의 사법권 하에 있었고, 반면에 중앙 정부는 압하지야 국무부청과 압하지야의 지사 우체국을 설립했다. 압하스의 국회의원들은 조지아 국회의 민족적 소수자들을 위해 보존된 28석 중에 3석을 차지했다.
중앙 정부와 자치 당국간의 관계는 얼마 못가 터키의 권력이 압하스의 귀족들인 J. 마르그한과 A. 셰르바시제에에 의하여 지지받았던 1918년 6월 27일의 착석 실패로 먹구름이 끼게 되었다. 조지아는 몇명의 압하스 지도자들을 체포했고 압하지야 남부에서 조지아아인들과의 산발성의 전투로 분주한 압하스부터 러시아까지의 하얀군대의 몇몇 찬성자들을 재촉한 APC의 자치권 제한으로 대응했다. 그 대응은 1918년 10월에 조지아 군대의 압하스인 장교들과, 인민 위원 마르그하니아, 츠코투아 대령이 실패한 일격을 치렀을 때 가혹하기까지 했다. 10월 10에, APC는 해체되었고 압하지야의 차지권은 6개월 동안 폐지되었다. 새로운 압하스 국민 의회가 1919년 3월 20일에 선출되었고, 조지아의 소비에트 침입 전야였던 1921년 2월 21일에 채택한 조지아의 헌법에 의해 비준된 지위로 DRG의 체체에 속한 압하지야의 자치권 행사를 채택하였다.

## 소비에트 압하지야
1920년 비-침략 조약에도 불구하고, 소비에트 러시아의 제11기 붉은 군대는 1921년 2월 11일에 조지아를 침입하였고, 트빌리시로 전진하였다. 거의 동시에, 제9기(쿠반) 군대는 2월 19일에 압하지야에 진입했다. 지방의 친볼셰비키 게릴라에 의한 지원으로, 소비에트 부대들은 2월 23일에서 3월 7일까지의 연속되는 전투들의 결과로 압하지야 대부분의 통제권을 차지했고, 밍그렐리야 인근 지역으로 진군했다.
3월 4일에는 소비에트의 지배는 압하지야 소비에트 사회주의 공화국(압하지야 SSR)의 형태로 수후미에서 성립됐고, 이어서 5월 21에 그루지야 SSR의 새롭게 확립된 공산주의 정치 제도에 의해 승인되었다. 그러나, 12월 16일에, 압하지야는 그들의 몇몇 주권자들을 소비에드 그루지야 임명하는 특별 "연방 조약"에 서명했다. 1922년 12월 13일에 압하지야와 그루지야는 모두 트랜스코카서스 SSR에 등록했고, 12월 30일에는 소비에트 사회주의 공화국 연방에 가입했다. '연방 공화국에서 압하지야의 애매모호한 지위는 1925년 4월 1일에 헌법에 게재됐다. 역설적으로, 압하지야는 1924년 소비에트 헌법에서 자치 공화국으로 맨처음 언급되었고, 압하지야의 지위가 그루지야 SSR에 속한 소비에트 사회주의 자치 공화국으로 축소되던 1931년까지 비준되지 않은 상태로 남아있었다. 소수의 귀족들은 제외하고 압하스인은소비에트 연방으로부터 조지아의 독립을 복구하려는 마지막으로 절박한 시도인 1923년 조지아의 8월 봉기에 가담하지 않았다.
스탈린 지배기 동안에는, 숙청은 토지의 강요된 집산주의화에 대한 저항을 멈추기 위해서 그 무렵 자캅카스의 당 대표였고 압하지야 출생인 라브렌티 베리야의 명령으로 공산당 임원들과 압하스 출신의 인텔리겐치야에 대항하여 실시하였다. 암하스 당 지도자는 1936년 12월에 트빌리세에서 그가 베리아를 방문한 다음에 라코바는 곧있어 갑자기 죽었다. 라코바 사후에 그를 "인민의 적"으로 신고한 베리아에 의해 라코바가 당했다는 강력한 의혹이 있다. 압하지야의 숙정 작업들은 압하스의 민족 문화의 억압을 동반했다. 라틴어 기반의 압하스 알파벳은 조지아어로 교체되었고 모든 모국어 학교들이 문을 닫았으며, 민족적으로 조지아인들이 공무원의 지위에 드는 있는 관문이 보장되었고, 많은 지역 명칭들이 조지아어 명칭으로 바뀌었다. 압하지야는 1935~1938년에 후일에 대부분의 소련 전체 영토보다 더 많은 집산주의화를 경험했다.
스탈린의 5개년 계획은 많은 러시아인들, 아르메니아인들과 조지아인들이 성장하는 농업 분야에서 현존하는 압하스인, 조지아인, 그리스인, 다른 소수 민족으로의 재정착의 결과를 가져 오기도 했다. 압하지야의 2,700년 된 그리스인 인구는 스탈린에 의해 그들의 고향에 자리잡고 있던 조지아인들과 같이 1949년의 어느 하룻밤만에 중앙아시아로 추방되었다. 1959년에 살아남은 그리스인들은 환향이 허가 되었다. 1992~1993년 전쟁 동안에, 15,000명 정도의 그리스인들이 그 지역의 소동을 피해 그리스로 도망갔다.
압하스인들과 다른 단체들의 진압은 스탈린의 사후와 베리아의 처형(1953년)후에 끝났고 압하스인들에게는 공화국 정부의 큰 통치권이 주어졌다. 작은 자치 공화국들에서의, 소비에트 정부는 문화와 특히 문학의 발전을 장려했다. 키릴 문자를 기반으로한 새로운 원고는 압하스의 재산이었으며, 압하스어 학교들은 다시 문을 열었고, 행정은 압하스인 관리들에 의하여 대부분이 처리되었다. 상대적으로 작은 그들 소수 민족의 민족들의 정치권의 지위를 압하스인들에게 주는, 믿을 수 있는 관료 선출을 위해 민족별 할당제가 제정되었다. 그 제도는 지역 엘리트 계층 사람들에게 소비에트 정치 제도에 대한 교체 권력의 공유권이 주어짐에 따라 몇몇의 분할 통치 정책과 같은 제도에 의해 해명되었다. 압하스의 다른 어떤 곳에서는 다른 민족 단체들이, 조지아인들인 경우에는, 그들이 불공평한 차별대우를 받았고 다수의 권리를 무시하는 것에 대해 분개했고, 그 때문에 공화국에 민족간 불화의 불을 지폈다.
이어지는 30년의 기간은 압하스 공산당 상류층이 압하스에 자치 구조를 더 형성하려고 했던 시도에 의해 상징된다. 그러나 그들의 노력은 조지아로부터 저항세력의 끊임없는 반발과 직면했다. 압하스 민족주의자들은 몇몇 행사 시기에, 대부분 1978년에 두드러진, 모스크바 당국에게 그루지야 SSR과 러시아 SFSR로부터 자치 공화국으로 전환을 확신시키려는 시도들을 했다. 그 해에, 압하스는, 그루지야 SSR의 국무상 언어로 헌법의 지위에 그들의 언어를 우위에 놓고 계승해 가려는 조지아인들의 군중 시위애 상응하는, 국 내외로 일련의 (리흐니의 모든 압하스인 민족 집회들을 포함하는) 집회들을 조직했다. 압하스가 조지아로부터 거절된 탈퇴를 요구했음에도 불구하고, 모스크바와 트빌리시는 (압하스, 조지아, 러시아 학부가 있는) 압하스 국립대학교 건립, 수후미에 국가 민속 조화로움 성취, 압하스 언어로 방송하는 텔레비전 방송국 설립과같은 7년이 넘는 사회 기반 시설 발전 문화 사업에 대해 여분의 50억 루블(또는 보다 많은)로 적당하게 중대한 경제와 문화적 양여금으로 응답했다. 교육과 공무에 있어서 상당한 할당 부분들이 압하지야인들에게도 주어졌다. 예를 들어 1990년에 대부분의 정부 장관들과 공산당 부처장들이 민족적으로 압하스인들이었다. 부분적으로나마 긴장을 완화시킨 그러한 양보에도 불구하고 그들은 그 당시에 소비에트 공화죽 중들 중에서 가장 부유한 나라중에 하나인 조지아의 규범에 의해서라도 압하지야를 번영시켰다. 유리한 지리와 기후 환경은 소비에트 "리비에라" 지역을 점유한 압하지야를 수십만명의 여행객들의 목적지로 만드는데 성공적으로 공헌했다.

## 압하지야 전쟁
1980년대 말에 소비에트 연방이 해체될 때, 압하스인들과 조지아인들 간의 민족적 긴장은 조지아의 독립을 향한 투지보다 더 커져갔다. 많은 압하스인들이 독립 조지아가 압하스의 자치권을 없앨까봐, 그리고, 그들 자신들의 권리로 분리한 소비에트 공화국으로의 압하스의 수립을 대신하여 논의할까봐 두려워 조지아에 반발했다. 소비에트 그루지야 정부가 조지아 거주자들을 통해서 수후미 국립대학교의 조지아 학부를 트빌리시 국립대학교의 부속 학부로 전환할 것을 요구하고 무장 단체들을 포함한 압하스 민족주의자들은 건물 앞에서 시위를 벌일 때, 1989년 7월 16일 수후미에서 논쟁이 폭력으로 전환됨으로 조지아인들로 최소한 18명이 살해당했고 또 다른 137명은 부상당했다. 그 시위 때에는 교내에서 입학 시험이 치러지고 있을 때였다. 폭력 사태가 있어나고 며칠 후에, 소비에트 부대는 도시의 질서를 바로잡았고 면전에서 경쟁 민족주의 준군사조직을 화나게 비난했다. 조지아는 미하일 고르바초프에 의해 계획된 1991년 3월 17일 소비에트 연방 재개를 위한 총-연방 국민 투표(러시아어 판을 배척하였다. 그러나 압하지야에서 국민 투표가 시행되었고, 52.3%의 압하지야 인구(사실상 전부 비-조지아인)이 투표했고, 투표 참여자들은 압도적인 우세(98.6%)의 지지율로 연방을 지속할 것을 선호했다. 대부분의 비-조지아계 인구는 조지아 인구의 절대 다수들에게 지지받은 3월 31일의 조지아 독립 국민 투표, 1991년에서는 참여율이 나중에는 줄어들었다. 선거후 며칠 지나지 않아 1991년 4월 9일에 조지아는 민족주의자와 이전 소비에트 반체체 인사 즈뱌드 감사쿠르디아 통치하 독립을 선언했다.
감사쿠르디아의 통치는 평판이 좋지 않았고, 게다가 12월에는 텡기즈 키토바니의 지휘하의 조지아 국가 경비대가 트빌리시에 있는 감사쿠르디아의 정부 청사를 포위해 버렸다. 진퇴양난의 상태로 몰아 넣은 지 몇 주가 지나고 그는 1992년 1월에 감사쿠르디야에게 사퇴를 강요했다. 감사쿠르디아는 이전 소비에트 외무부 장관이며 소비에트 연방 해체 설계자인 대통령급 에두아르트 셰바르드나제와 교체되었다.
1992년 2월 21일에, 조지아의 통치 군사 의회는 소비에트-시대의 헌법과 복구된 그루지야 민주공화국의 1921년 헌법이 폐지되었음을 알렸다. 많은 압하스인들이 그들의 자치국으로의 지위를 폐지한 조항을 해석했다. 그 응답으로, 어느 다른 나라들에게 독립의 뜻이 제대로 전달되어 인식되지 않았는데도 불구하고, 1922년 7월 23일에, 압하지야 정부는 사실상 조지아에서 탈퇴 의사를 표명했다. 조지아 정부는 조지아의 내무부 장관을 납치해서 그를 압하지야에 포로로 붙잡아 둔 감사쿠르디아의 지지자들을 고발했다. 조지아 군대와 압하지야 민병대 간의 힘든 전투가 수후미와 그 주변에서 벌어졌다. 압하지야 당국은 단지 침략을 위한 구실로 승인한 정부의 요구를 거절했다. 약 1주의 전투로 양측에 많은 사상자들이 발생한 후에, 조지아 정부의 군대는 압하지야 대부분의 통제권을 장악해 나갔고, 그 지역 의회는 문을 내렸다.
압하지야 군대의 패배는 자칭하는 남캄카스 산악 민족 동맹, 북캅카스와 러시아(체첸인, 코사크인, 오세티야인)에서의 친러시아 인원이 결합한 총체적인 단체에 의한 적대적인 대응으로 나서게 했다. 러시아에서 온 수백명의 지원군의 준군사 조직(그때 약간 알려진 샤밀 바사예프를 포함)은 압하지야 분리주의자들과 함께 조지아 정부군과 싸우기 위해 압하지야 군대에 합류했다. 소문에 의하면 러시아 정규군도 분리주의자들의 편에 섰다고 한다. 9월에, 압하스와 러시아 준군사 조직은 공화국을 크게 에워싸고 있는 조지아 군대를 철수시킨 정전을 깨고 난 후에 중대한 공격 태세에 돌입했다. 셰바르드나제 정부는 "조지아로부터 압하스 영토와 러시아-조지아 국경의 땅을 분리"하려는 목적으로 비밀 군사가 반란군을 지원해 준 러시아를 맹비난했다. 1992년, 그 해는 반란군이 수후미의 남서부 압하지야의 많은 부분을 통제함으로 끝났다.
충돌은 압하스의 분리주의자 민병대가 일으킨 조지아령 수후미 공격이 수포로 돌아갔을 때, 소치 협정이 이어진, 1993년 7월까지 정돈 상태로 남아있었다. 수도는, 셰바르드나제가 스스로 덫에 걸림으로, 포위되었고 완전히 무방비 상태가 되었다.
7월 말에 휴전이 공표되었지만, 재편성된 압하스 군대가 9월 중순에 공격한 후에 휴전은 붕괴되었다. 치열한 전투의 열흘 후인, 1993년 9월 28일에 수후미가 함락되었다. 아두아르트 셰바르드나제는, 어쨌째 됐든 간에 도시에 머무르기로 맹세했지만, 그가 거주하고 있는 호텔에서 준리주의자 저격수가 공격하는 바람에 결국에는 탈출할 수밖에 없었기에, 가까스로 죽음을 모면했다. 압하스인들과, 북캅카스들인 병사들과 그들의 동맹군들은 그 전쟁의 가장 무시무시한 대학살 중에 하나인 그 도시에 남아있는 조지아계 민간인들에게 대응하는 이른바 "수후미 대학살"로 알려진 만행에 전념했다. 그 집단 살상과 파괴는 수쳔명의 시체들과 실종자들을 남기며, 2주 동안 계속되었다.
밍그렐리아(사메그렐로)의 지역에서 퇴위된 삼사쿠르디아의 지지자들이 일으킨 봉기로 인해 조지아 정부가 두 번째 위협에 직면하게 됐을 때, 분리주의자들의 군대는 신속하게 압하지야의 나머지 지역들에 퍼져 나갔다. 패배의 혼돈 속에서, 거의 모든 민족적으로 조지아계인 인구가 승리자들에 의해 자행된 대규모의 민족 청소의 탈출로 바다를 건너거나 산을 넘어 도망갔다. 수 만 명이 죽었는데, 1만~3만 명의 민족적으로 조지아인들과 3천 명의 민족적으로 압하스인들이 싸늘한 주검들이 된 것 같으며 약 25만 명이 추방당한 것으로 추산됐다.
그 전쟁 기간 동안에, 양측 모두에게 무지막지한 인권 유린이 보고(인권 감시 보고서 참조)되었으며, 압하스 군대에 그들의 동맹군들이 자행한 인종 청소 만행들은 부다페스트(1994년), 리스본(1996년), 이스탄불(1999년)에서의 유럽 안보 협력 기구(OSSE) 정상회담에서 밝혀졌다.

## 전쟁 후 압하지야

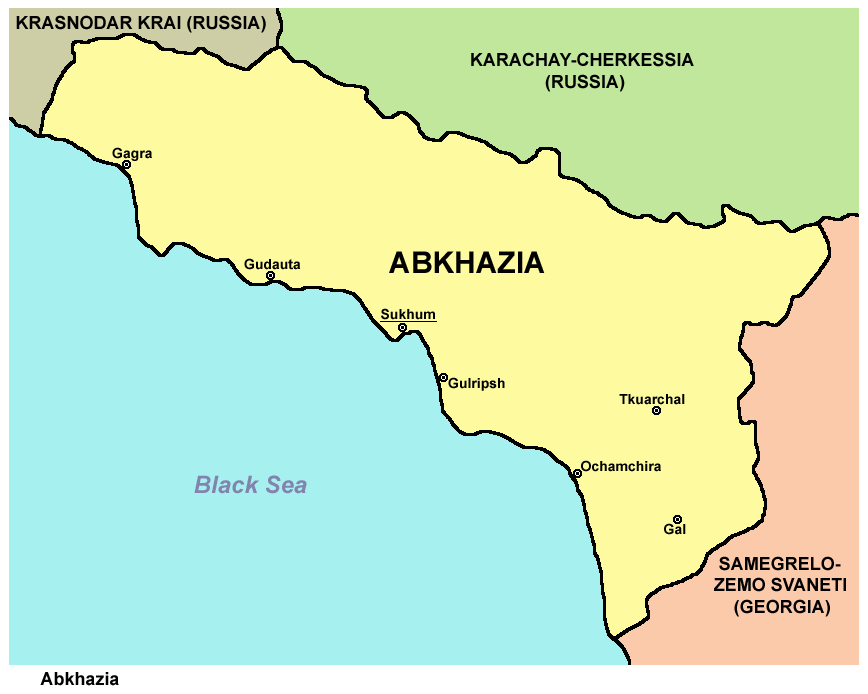

공화국의 경제 사정은 전쟁 이후에 매우 심각한 지경에 이르렀으며 1994년 CIS가 부과한 제재로, 경제 상황은 한층 더 악화되었다. 1990년대 동안에 모든 민족색의 많은 사람들이 압하지야를 떠나 주로 러시아로 갔다. 1997년부터 러시아는 공화국의 경제에 터무니없는 도움을 주는 그러한 재제들을 효과적으로 감소시켰다.
조지아인의 압하지야 갈리 구역으로의 귀환은 1989년 거기서 벌어진 전투으로 중단되었다. 그러나 1998년부터 휴전선을 지나 매일 통근한 사람들과 농업 순환기에 맞춰 이주한 사람들을 포함하여 4만~6만명의 난민들이 갈리 구역으로 되돌아 오게 되었다.
평화로운 몇 해가 지나고 관광객들은 다시 압하지야를 찾기 시작했지만, 그들의 수는 전쟁 전의 약 절반이다.
2004년 대통령 선거는 후보가 퇴임 대통령 블라디슬라프 아르진바의 지지를 받아 외관상으로는 세르게이 바가프시에 의해 패배한 것처럼 보였던 러시아의 라울 카짐바에 의해 후원될 때, 많은 논쟁을 야기시켰다. 그때의 공화국 상황은 대법원에 의해 선거 결과의 취소 판결을 이끌어 냈다. 그 판결 이후에 바가프시를 대통령 후보로 내고, 카짐바를 부통령 후보로 내는 이전 경쟁자들끼리 연대한 거래가 이루어졌다. 그들은 재투표에서 90%가 넘는 득표율을 얻었다.
1992~1993년 전쟁 이후에, 고지대의 코도리 계곡은 압하지야 정부에 의해 통제되지 않는 압하스의 유일한 지역이었다. 그 지역은 조지아 당국의 이전 통제권 하로 남아있었지만 지역 실세인 엠자르 크비트시아니가 주로 차지하고 있었다. 2006년 코도리 위기의 결과로 조지아는 그 계곡에 영향력을 재주장하였다. 압하스인들은 조지아 무장 부대에 의한 영토 침범은 휴전과 1994년 5월 14일의 군대 해산 협정에 대한 위반이라고 주장했지만, 조지아는 그 지역에 고용된 경찰과 안보군들만 유지했다. 압하스의 군대는 2008년 남오세티야 전쟁과 동시에 일어난 작전 행동의 결과로 2008년 8월에 코도리 계곡에 나타났다.
그 당시에 조지아의 나머지 지역에서 온 압하지야의 조지아 인구를 분리시키려는 러시아의 노력이 계속되었다. 2008년 10월 24일에 죽디디의 도시와 압하지야의 갈리 구역(조지아인들이 주로 거주했음) )을 연결하는 샴곤-타길로니 철교가 파괴되었다. 조지아와 프랑스의 분석 자료들에 따르면 러시아 군대 소행이라고 한다. 압하지야의 자료들은 그 소행이 조지아의 주의를 딴 데로 돌리려는 수작으로 기록되어 보존되었다. 2008년 10월 29일에 조지아의 자료들 마다 러시아 군대가 또다른 철교들을 철거 했다고 한다. 그 철교는 오스라니아와 오토바이아의 마을과 연결된 다섯 마을들인 오토바이아, 피초리, 바르게비, 가기다 사이에 놓인 한 철교이다. 그로 인해 그 지역 인구는 그 지역을 자유롭게 왕래할 기회의 빈곤에 처해 있었다.

## 같이 보기
- 조지아-압하스 충돌